# Naiopegia xiphagrostis
Naiopegia xiphagrostis là một loài chân đều trong họ Phreatoicidae. Loài này được Wilson & Keable miêu tả khoa học năm 2002.